# Anthony Mosse
Anthony Mosse (n. 29 octombrie 1964, Hong Kong, Imperiul Britanic) este un înotător ce a reprezentat Noua Zeelandă, medaliat olimpic. A participat la 2 ediții ale Jocurilor Olimpice (1984, 1988) în care a câștigat o medalie de bronz.